# Paul Heinrich Trummer (Kaufmann)
Paul Heinrich Trummer (* 25. April 1862 in Hamburg; † 4. Mai 1915 in Wandsbek) war ein deutscher Kaufmann und Siegelsammler.

## Leben

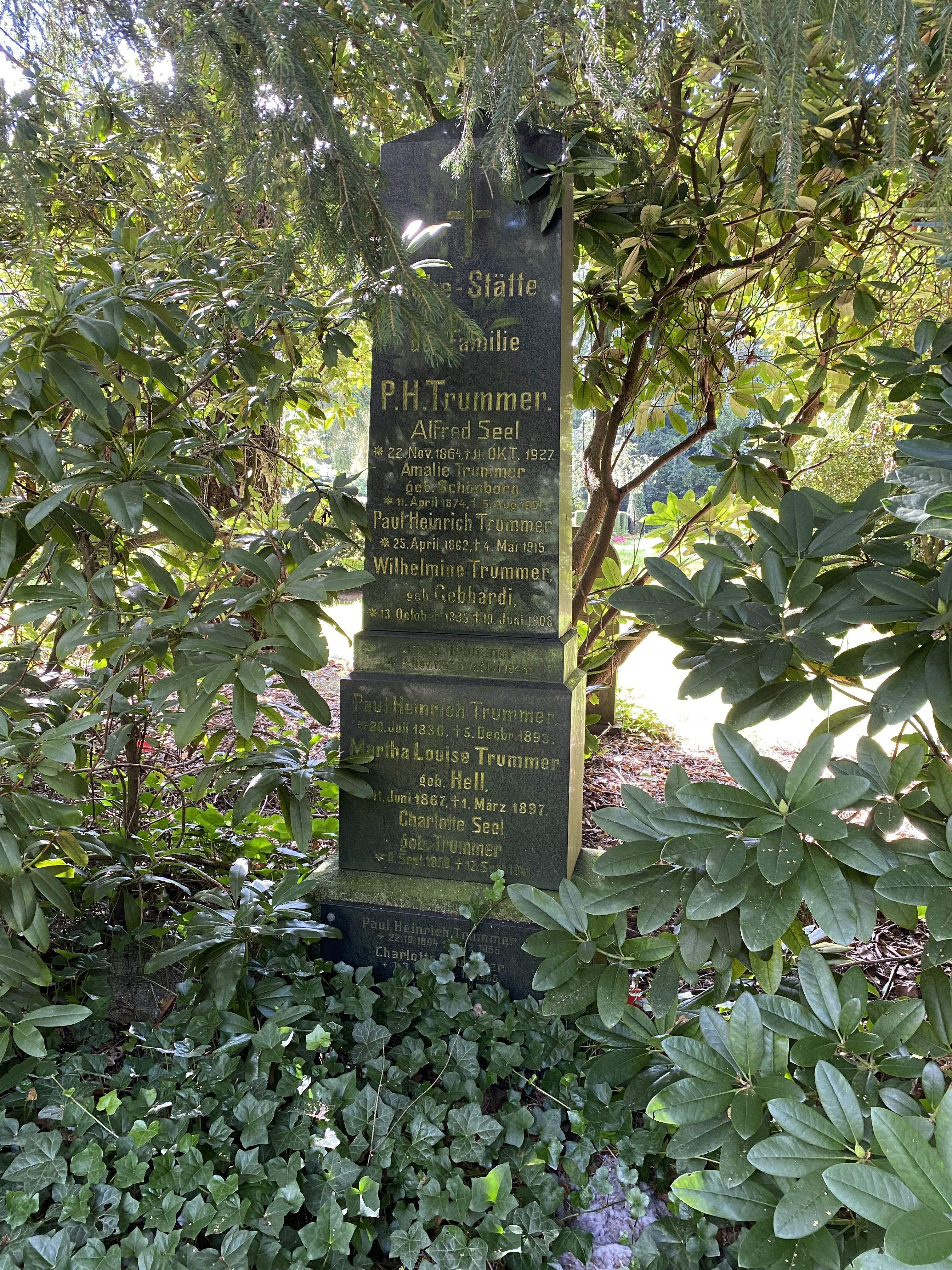
Grabstätte auf dem Friedhof Ohlsdorf

Paul Heinrich Trummer war ein Kind des gleichnamigen Kaufmanns aus Preußen (1830–1893) und dessen Gattin Wilhelmine, geborene Gebhardi (1835–1908) aus Mecklenburg. Seine Eltern hatten 1857 geheiratet. Er hatte eine ältere Schwester namens Charlotte (1858–1941).
Paul Heinrich Trummer heiratete 1891 Louise Martha Hell (1867–1897), mit der er vier Kinder hatte. Ein Jahr nach ihrem Tod 1897 heiratete er Amalie Schönborn (1874–1951). Aus dieser Ehe gingen fünf Kinder hervor.
Wie sein Großvater arbeitete Trummer als Kaufmann und Mitinhaber der Exportagentur Vogler & Trummer. Berufsbegleitend beschäftigte er sich autodidaktisch mit Naturwissenschaften und Geschichte. Seine besonderen Interessen galten der Mineralogie, Sphragistik und der Heraldik. Er gehörte dem Verein für Hamburgische Geschichte an, wurde zu einem der führenden Vereinsmitglieder und hatte von 1902 bis zu seinem Lebensende als Vorstandsmitglied das Amt des Kassenführers inne. Zu dem Verein hatte ihn dessen Siegelsammlung geführt, die Trummer betreute. Außerdem sammelte er selbstfinanziert zehntausende Siegel und zugehörige wissenschaftliche Werke. Trummer publizierte nicht selbst, bot jedoch Teile seiner Sammlung gerne an. Außerdem arbeitete er bei Ausstellungen im Museum für Kunst und Gewerbe mit und unterhielt gute Kontakte zu vielen Wissenschaftlern, darunter dem Heraldiker Otto Hupp.
In seinem Testament bedachte Trummer die Stadt Hamburg mit seiner Sammlung. Außerdem bot er der Stadt an, die damit verbundene Werkesammlung und andere Dinge gegen Entgelt erwerben zu können. Daraus entstand die Trummer-Sammlung, die im Hamburger Staatsarchiv aufbewahrt wird. Die Sammlung umfasst 70.000 originale oder abgegossene Siegel. Sie ist damit die größte derartige Sammlung in Deutschland.
Paul Heinrich Trummer wurde auf dem Friedhof Ohlsdorf beigesetzt. Die Grabstätte liegt im Planquadrat V 9 an der Nebenallee.